# 普萊恩斯堡 (加利福尼亞州)
普萊恩斯堡（英語：Plainsburg）是位於美國加利福尼亞州默塞德縣的一個非建制地區。該地的面積和人口皆未知。

## 地理
普萊恩斯堡的座標為37°13′59″N 120°19′28″W / 37.23306°N 120.32444°W，而該地的平均海拔高度為67米（即220英尺）。